# Cercedilla
Cercedilla é um município da Espanha na província e comunidade autónoma de Madrid, de área 35,8 km² com população de 6698 habitantes (2004) e densidade populacional de 181,38 hab/km².

## Demografia
| Variação demográfica do município entre 1991 e 2004 | Variação demográfica do município entre 1991 e 2004 | Variação demográfica do município entre 1991 e 2004 | Variação demográfica do município entre 1991 e 2004 |
| --------------------------------------------------- | --------------------------------------------------- | --------------------------------------------------- | --------------------------------------------------- |
| 1991                                                | 1996                                                | 2001                                                | 2004                                                |
| 3876                                                | 5051                                                | 5535                                                | 6499                                                |